# Saskia Schenker
Saskia Schenker (* 4. Dezember 1979 in Reinach) ist eine Schweizer Politikerin (FDP). Sie ist Baselbieter Landrätin, Präsidentin der FDP Baselland und Sektionspräsidentin der FDP Sissach und Umgebung.

## Ausbildung und Beruf
Saskia Schenker studierte von 2001 bis 2006 an der Universität Bern Politikwissenschaft und Volkswirtschaft. Zunächst war sie für verschiedene Arbeitgeber wie Swiss Olympic, das Eidgenössische Departement für auswärtige Angelegenheiten, das Bundesamt für Migration, die SBB und die Wirtschaftskammer Baselland tätig. Von 2016 bis 2018 absolvierte sie an der University of Rochester einen Master of Business Administration in Finance. Sie arbeitete bis Ende März 2020 als Leiterin in der Gesundheitspolitik und stellvertretende Direktorin beim Krankenversicherer-Verband Curafutura. Anschliessend wechselte sie zum Arbeitgeberverband Basel, wo sie seit dem 1. Januar 2021 als Direktorin fungiert.

## Politik
Schenker ist seit 2015 Baselbieter Landrätin. Sie ist Mitglied der Finanzkommission und setzt sich für die Zielerreichung des Baselbieter Energiegesetzes sowie die bessere Vereinbarkeit von Familie und Beruf ein.
Sie kandidierte bei den National- und Ständeratswahlen 2019 als Nationalrätin und erreichte mit 15'324 Stimmen den zweiten Listenplatz, wurde aber nicht gewählt.
Am 6. Januar 2021 gab sie ihren Rücktritt als Präsidentin der FDP Baselland per August 2021 bekannt. Sie hatte das Amt 2018 zuerst interimistisch übernommen und wurde im April 2019 dann bestätigt.

## Privates
Schenker wuchs in Reinach auf, sie hat einen jüngeren Bruder. Sie ist liiert.
Ihre Hobbys sind Outdoor-Sportarten wie Wandern, Berg- und Skitouren, Laufsport, Mountainbiken und Rennradfahren. Während des Studiums war sie in zahlreichen Skilagern Leiterin im Sportförderprogramm Jugend und Sport.